# Cristiana Nicolae
Cristiana Nicolae (n. 24 iulie 1943, Târgoviște ) este o regizoare și scenaristă de film româno-canadiană.
Cristiana Nicolae a terminat studiile secundare și liceale la liceul central „Zoia Kosmodemianskaia” din București (1953-1960), absolvind apoi Institutul de Artă Teatrală și Cinematografică Ion Luca Caragiale în 1971. A obținut în 1974 premiul Opera Prima al Asociației Cineaștilor din România (ACIN) pentru filmul său de debut Întoarcerea lui Magellan. S-a stabilit în anul 1990 în orașul Montreal (Québec, Canada), unde are o companie proprie de filme, Golden Coin Productions, Inc..

## Filmografie

### Regizoare
- Cumințenia pământului (1971) - documentar etnografic pentru TVR
- Bariera (1972) - regizor secund
- Întoarcerea lui Magellan (1974)
- O fereastră spre lumină (1976) - documentar pentru TVR
- Râul care urcă muntele (1977)
- Cumpăna (1979)
- Capcana (1979)
- Stele de iarnă (1980)
- De dragul tău, Anca! (1983)
- Racheta albă (serial TV, 1984)
- Al patrulea gard, lângă debarcader (1986)
- Recital în grădina cu pitici (1987)
- Hanul dintre dealuri (1988)
- Sanda (1990)
- 8400, 2-e Avenue (1998)
- L'étrange (2007)
- The Story of a Golden Coin (2008)

### Scenaristă
- Cumințenia pământului (1971) - documentar etnografic pentru TVR
- Întoarcerea lui Magellan (1974)
- Râul care urcă muntele (1977) - în colaborare cu Ladislau Tarco și Gheorghe Bejancu
- De dragul tău, Anca! (1983)
- Racheta albă (serial TV, 1984)
- Hanul dintre dealuri (1988)
- Sanda (1990)
- Ces gens-là (1990) -documentar
- 8400, 2-e Avenue (1998)
- L'étrange (2007)
- The Story of a Golden Coin (2008)

### Actriță
- Ediție specială (1978)
- Între oglinzi paralele (1979)

## Premii și distincții
Regizoarea Cristiana Nicolae a primit în anul 1974 Premiul Opera Prima al Asociației Cineaștilor din România (ACIN) pentru filmul Întoarcerea lui Magellan.